# Slag bij New Market
De Slag bij New Market vond plaats op 15 mei 1864 in Shenandoah County, Virginia tijdens de Amerikaanse Burgeroorlog. Zuidelijke strijdkrachten, waaronder cadetten van de Virginia Military Institute, slaagden erin om het Noordelijke leger onder leiding van generaal-majoor Franz Sigel uit de Shenandoahvallei te verdrijven.

## Achtergrond
In de lente van 1864 zette de Noordelijke opperbevelhebber, luitenant-generaal Ulysses S. Grant, zijn plan in werking om de Zuidelijken te verslaan door het conflict op verschillende fronten te coördineren. De controle over de Shenandoahvallei, die rijk was aan landbouwproducten, was een sleutelelement in zijn plan. Terwijl Grant het zou opnemen tegen het Zuidelijke Army of Northern Virginia onder leiding van generaal Robert E. Lee, kreeg generaal-majoor Franz Sigel het bevel om met zijn 9.000 man sterke strijdmacht via de Shenandoahvallei de flank van Lees leger te bedreigen. Dit was de aanzet tot de veldtochten in de Shenandoahvallei van 1864. Sigels orders zagen er als volgt uit. Hij diende met zijn strijdmacht op te rukken naar Staunton, Virginia waar hij aansluiting zou vinden met een andere Noordelijke legermacht. Deze stond onder leiding van George Crook die uit West-Virginia oprukte langs de Virginia & Tennessee spoorweg. Sigels leger bestond uit 9.000 soldaten en 28 kanonnen die ingedeeld waren in een infanteriedivisie (aangevoerd door brigadegeneraal Jeremiah C. Sullivan) en een cavaleriedivisie (onder leiding van generaal-majoor Julius Stahel). Door het uitsturen van verkenningseenheden en detachementen voor andere taken telde Sigels leger bij het begin van de slag ongeveer 6.300 soldaten.
Toen de Zuidelijke generaal-majoor John C. Breckinridge informatie ontving over de Noordelijke opmars, trok hij alle beschikbare eenheden samen om de Noordelijken te stoppen. Zijn strijdmacht bestond uit twee infanteriebrigades, onder leiding van John C. Echols en Gabriel C. Wharton; een cavaleriebrigade aangevoerd door John D. Imboden en enkelen onafhankelijke eenheden. Een van die eenheden was een bataljon van 247 cadetten van de Virginia Military Institute onder leiding van luitenant-kolonel Scott Ship en twee kanonnen. Breckinridge trok zijn infanterie samen bij Staunton, terwijl Imboden de Noordelijke opmars doorheen de vallei vertraagde. In de vroege ochtend van 13 mei 1864 besliste Breckinridge om het initiatief naar zich toe te trekken. In plaats van op de Noordelijken te wachten, zou hij zelf tot de aanval overgaan. Tegen de avond van 14 mei had de voorhoede van Sigel stellingen ten noorden van New Market bereikt. Breckinridge was 12 km zuidelijker bij Lacy’s Springs. De Zuidelijken vertrokken om 01.00u op 15 mei om de Noordelijke stellingen te overrompelen.

## De slag

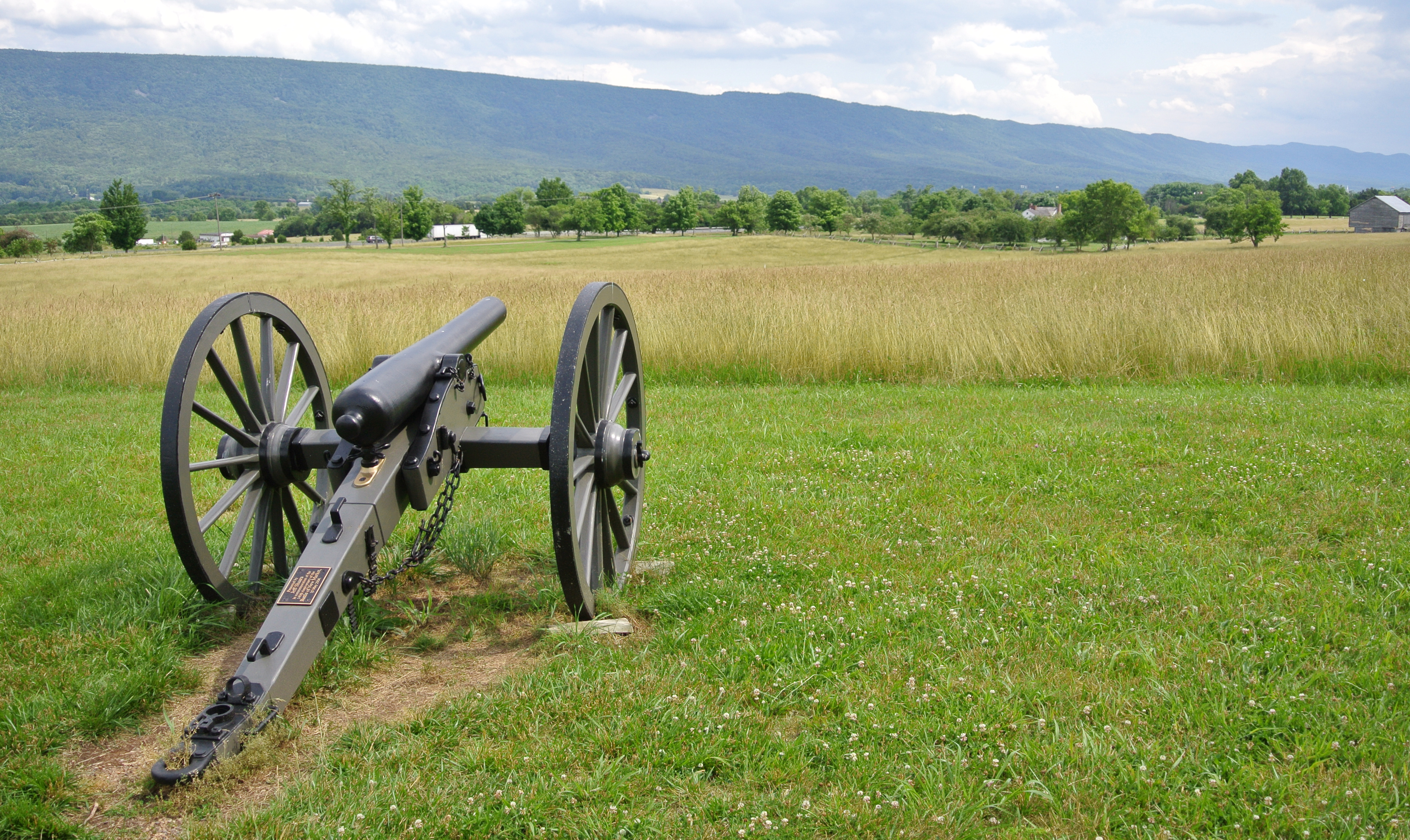
"Het veld van de verloren schoenen" op het slagveld van New Market.

In de loop van de voormiddag kregen de twee opponenten elkaar in het vizier ten zuiden van New Market. De Noordelijke stellingen lagen ten westen van het stadje bij North Fork aan de Shenandoahrivier. De Noordelijke voorhoede bestond uit een infanteriebrigade en een cavaleriebrigade onder leiding van kolonel Augustus Moore. Bijkomende Noordelijke eenheden zouden in de loop van de voormiddag arriveren en zich eveneens opstellen tussen North Fork en de Valley Turnpike. Manor’s Hill was het centrum van hun slaglinie. Breckinridge stelde Whartons brigade op zijn linkerflank ten westen van Valley Turnpike. Echols brigade nam posities in rechts langs de Turnpike. Echols zelf was ziek en werd vervangen door kolonel George S. Patton. De cadetten werden in reserve gehouden. Imbodens cavalerie stond ten oosten van de turnpike opgesteld. Breckinridge hoopte door de inzet van zijn cavalerie in artillerie om de Noordelijken uit hun stellingen te lokken. Moore gaf echter niet toe. Om 11.00u besloot Breckinridge om Moore aan te vallen met zijn infanterie. Ondertussen reed Imbodens brigade via Smith’s Creek ten oosten van New Market in noordelijke richting om daarna de Creek opnieuw over te steken en de Noordelijken aan te vallen in de rug. Rond deze tijd arriveerde Stahel met kort daarna Sigel op het strijdtoneel.
Tegen de middag was de strijd losgebarsten. De Zuidelijken duwden Moores infanterie van Manor’s Hill in de richting van de rest van Sigels leger. De Noordelijke hoofdmacht stelde zich op een heuvel ten noorden van Jacob Bushongs boerderij. Een voorbij New Market pauzeerden de Zuidelijken om hun linies te herstellen en de artillerie op te stellen. terwijl de Zuidelijken zich hergroepeerden, vuurden de Noordelijke kanonnen en soldaten op het vijandelijke centrum. Hierdoor zette de rechtervleugel van de 51st Virginia Infantry en de 30th Virginia Infantry Battalion het op een lopen. Breckinridge liet met tegenzin de cadetten het gat in zijn linie opvullen. Sigel voerde nu op zijn beurt twee tegenaanvallen uit. Op de Noordelijke linkerflank voerde Stahel een cavaleriecharge uit. Maar deze mislukte. Op de Noordelijke rechterflank mislukte de aanval van drie infanterieregimenten.
Na het afslaan van de Noordelijke aanvallen, begon Breckinridge aan zijn eigen aanval kort na 15.00u. Terwijl de soldaten een veld overstaken bij Bushong’s boomgaard verloren veel van de cadetten hun schoenen in de modder. Later werd dit dan ook het "veld van de verloren schoenen" genoemd. Toen de Zuidelijke infanterie verder oprukte, diende de Noordelijke artillerie zich terug te trekken. Vijf kanonnen gingen verloren. Batterij B van de 5th U.S. Artillery en twee net aangekomen infanterieregimenten konden de Zuidelijke opmars vertragen. Rond deze tijd stopte Breckinridge zijn opmars om de soldaten te bevoorraden. Imboden kwam melden dat de rivier niet kon overgestoken worden. Bij de Noordelijken arriveerde Sullivan met de 28th en 116th Ohio Infantry. Hiermee vormde Sigel een achterhoede op Rude’s Hill. Sullivan stond ten oosten van de turnpike terwijl Stahels cavalerie ten westen van de weg opgesteld werd. De artillerie werd achter de linie geplaatst. Door een tekort aan munitie en uitgeputte soldaten besliste Sigel om zich terug te trekken naar Mount Jackson. De Noordelijken verbranden de brug over de Shenandoahrivier voor de Zuidelijken ze konden inhalen.

## Gevolgen
De Noordelijken verloren 841 soldaten (96 gesneuveld, 520 gewond en 225 vermist of gevangen). De Zuidelijken verloren 520 soldaten (43 gesneuveld, 474 gewonden en 3 vermisten). Sigel trok zich volledig terug uit de vallei richting Strasburg, Virginia. Toen Grant dit hoorde, werd Sigel vervangen door David Hunter. Sigel zelf kreeg het bevel over reservedivisies bij Harpers Ferry.
Dankzij de Zuidelijke overwinning kon het graan tijdig geoogst worden voor Robert E. Lees leger. Ook de communicatielijnen naar westelijke Virginia bleef in Zuidelijke handen. Breckinridge eenheden werden naar Lees linies gestuurd waar ze deelnamen aan de Slag bij Cold Harbor.

## Aanbevolen lectuur
- Couper, Wm. The Corps Forward: The Biographical Sketches of the VMI Cadets Who Fought in the Battle of New Market. Buena Vista, VA: Mariner Pub., 2005.
- Davis, William C., The Battle of New Market, Harrisburg, Pennsylvania: Stackpole Books, 1993, ISBN 0-8117-0576-5.
- Pancake, John, "Virginia Reveres Civil War Bravery", Washington Post, November 26, 2008.
- Whitehorne, Joseph W.A. (1988). Battle of New Market — U.S. Army Self-Guided Tour. United States Army Center of Military History. Gearchiveerd op 20 mei 2013. Geraadpleegd op 17 oktober 2013. CMH Pub 70-24